# Николаевка (Куйбышевский район)
Николаевка — деревня в Куйбышевском районе Новосибирской области. Входит в состав Михайловского сельсовета.

## География
Площадь деревни — 58 гектаров.

## Население
| 2002 | 2007 | 2010 |
| ---- | ---- | ---- |
| 142  | ↘141 | ↘94  |

## Инфраструктура
В деревне по данным на 2007 год функционирует 1 учреждение образования.